# Momedossa profunda
Momedossa profunda är en kräftdjursart som beskrevs av Robert Raymond Hessler 1970. Momedossa profunda ingår i släktet Momedossa och familjen Desmosomatidae. Inga underarter finns listade i Catalogue of Life.